# Samuele Campo
Samuele Campo (Suiza, 6 de julio de 1995) es un futbolista suizo que juega como mediocampista.

## Selección nacional
Ha sido internacional con la selección sub-19 y sub-21 de Suiza en 4 ocasiones anotando 1 gol.

## Clubes
| Club                     | País     | Año       |
| ------------------------ | -------- | --------- |
| F. C. Lausanne-Sport     | Suiza    | 2016-2017 |
| F. C. Basilea            | Suiza    | 2018-2021 |
| SV Darmstadt 98 (cedido) | Alemania | 2021      |
| F. C. Lucerna            | Suiza    | 2021-2024 |

## Palmarés

### Títulos nacionales
| Título        | Club          | País  | Año  |
| ------------- | ------------- | ----- | ---- |
| Copa de Suiza | F. C. Basilea | Suiza | 2019 |